# Estación Neuquén
Estación Neuquén es una estación de la red ferroviaria argentina, perteneciente al Ramal Bahía Blanca - Neuquén - Zapala del Ferrocarril General Roca. Sus vías se encuentran concesionadas a la empresa Ferrosur Roca. Se encuentra ubicada en la Ciudad de Neuquén, Departamento Confluencia, Provincia del Neuquén, Argentina.
En 2014 fue declarada "Bien de interés histórico" por el gobierno argentino.

## Historia
La estación fue construida a instancias de la compañía de capitales británicos Ferrocarril Sud en el año 1901. Neuquén servía como parada intermedia para trenes de pasajeros como el "Estrella del Valle", con destino a Zapala, que había sido inaugurado en mayo de 1964. Pero tras 57 años, las empresas de ferrocarril, (que eran todas extranjeras), fueron nacionalizadas,  quebrando así a Ferrocarril del Sud, que paso a llamarse Ferrocarril General Roca, formando lo que era la antigua empresa estatal Ferrocarriles Argentinos, que ocupó el servicio hasta 1993.
A partir de 1993, con la cancelación de los servicios de larga distancia y de la disolución de Ferrocarriles Argentinos la estación dejó de recibir trenes de pasajeros. Ese mismo año fue declarada Monumento Histórico Municipal, mientras que en 2011 fue declarada Patrimonio Histórico Provincial.
En 2015, al habilitarse el Tren del Valle entre esta estación y Cipolletti, la estación fue puesta en condiciones y restaurada. Este servicio opera de lunes a sábados y es prestado con coches motores Materfer.

## Servicios
En la estación recibía Trenes de pasajeros, Trenes mixtos y Trenes de cargas de larga distancia desde Constitución y Bahía Blanca, siendo operada por Ferrocarril del Sud y servía como estación intermedia que también prestaban servicios hasta Zapala. Dicho tren era el "Estrella del Valle" (también llamado el Zapalero).
En 1948, El Zapalero pasaría a ser parte de Ferrocarriles Argentinos, y luego del 10 de marzo de 1993, ya no correrían los servicios de larga distancia entre esta y Constitución debido a la Privatización Ferroviaria que dejó cerrar más de millones de ramales, desde ahí solo corren trenes de cargas operada por la empresa Ferrosur Roca desde Bahía Blanca. 28 Años después, el 21 de julio de 2015, la empresa estatal Trenes Argentinos Operaciones inauguró el servicio interurbano Neuquén - Cipolleti, también conocido como el Tren del Valle partiendo de esta hasta Cipolleti ubicada en la Provincia de Río Negro,su flota son coches motores Materfer fabricado en Argentina de industria nacional. En 2021 se extendió el servicio hasta la Estación Plottier saliendo desde esta estación.
En el año 1986 se creó el Ferrocarril Transandino Sur (actualmente inoperativo).

## Ubicación
Se encuentra ubicada en el centro de la ciudad de Neuquén, a pocos metros del Eje Cívico Monumental formado por las avenidas Argentina y Olascoaga, del Parque Central y de la Ruta Nacional 22.

## Galería

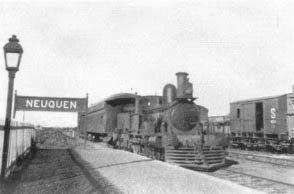
Tren detenido en la estación (circa 1910).
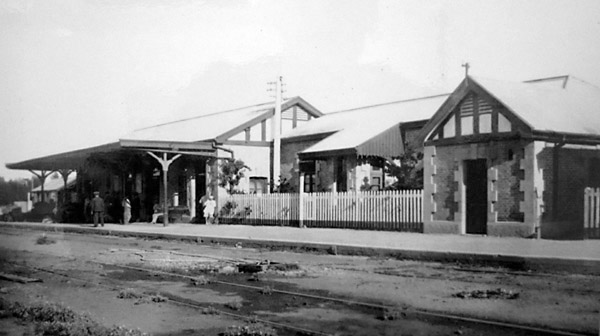
La estación, en 1913.
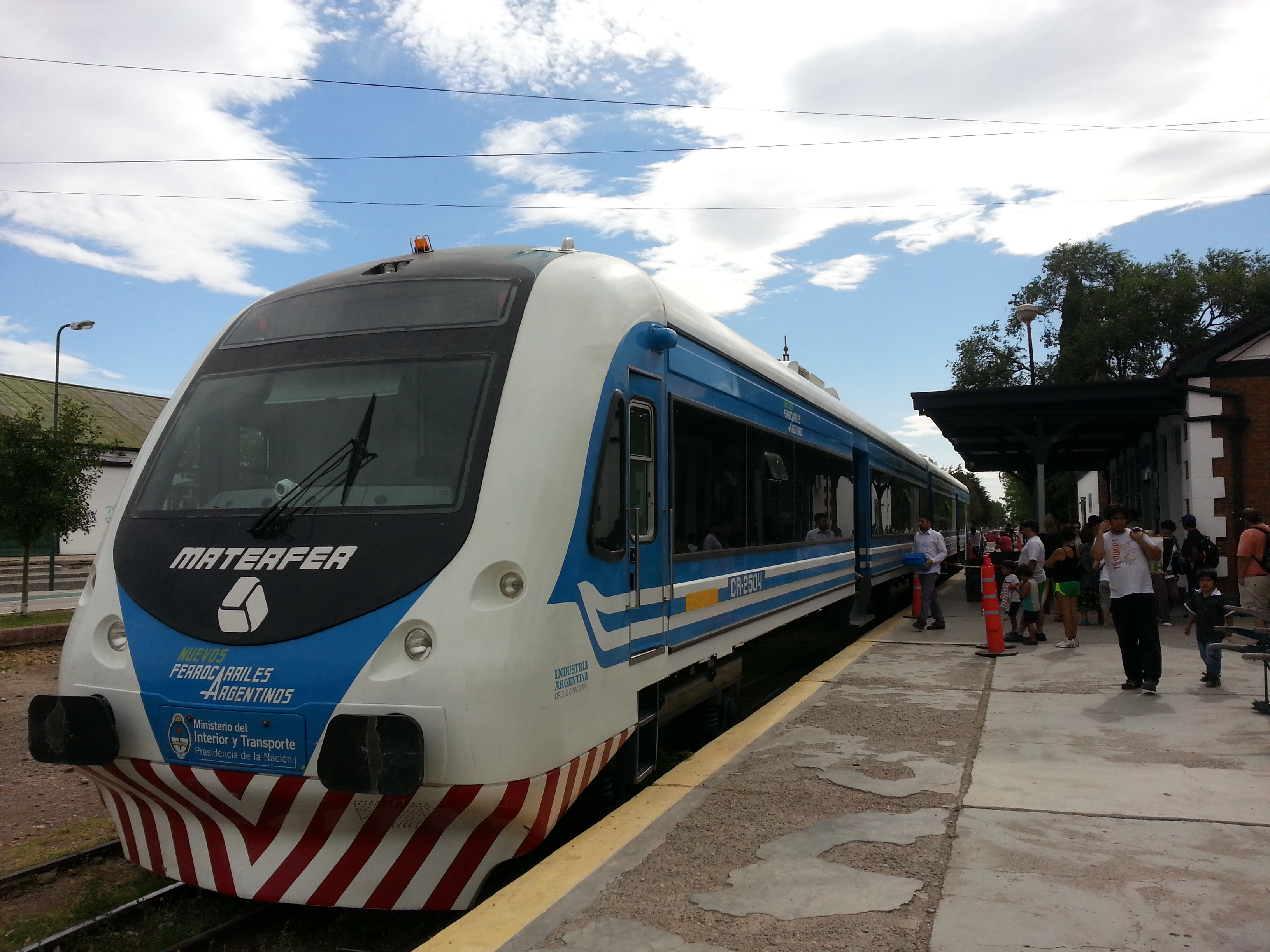
Coche motor Materfer, detenido en la estación (2016).
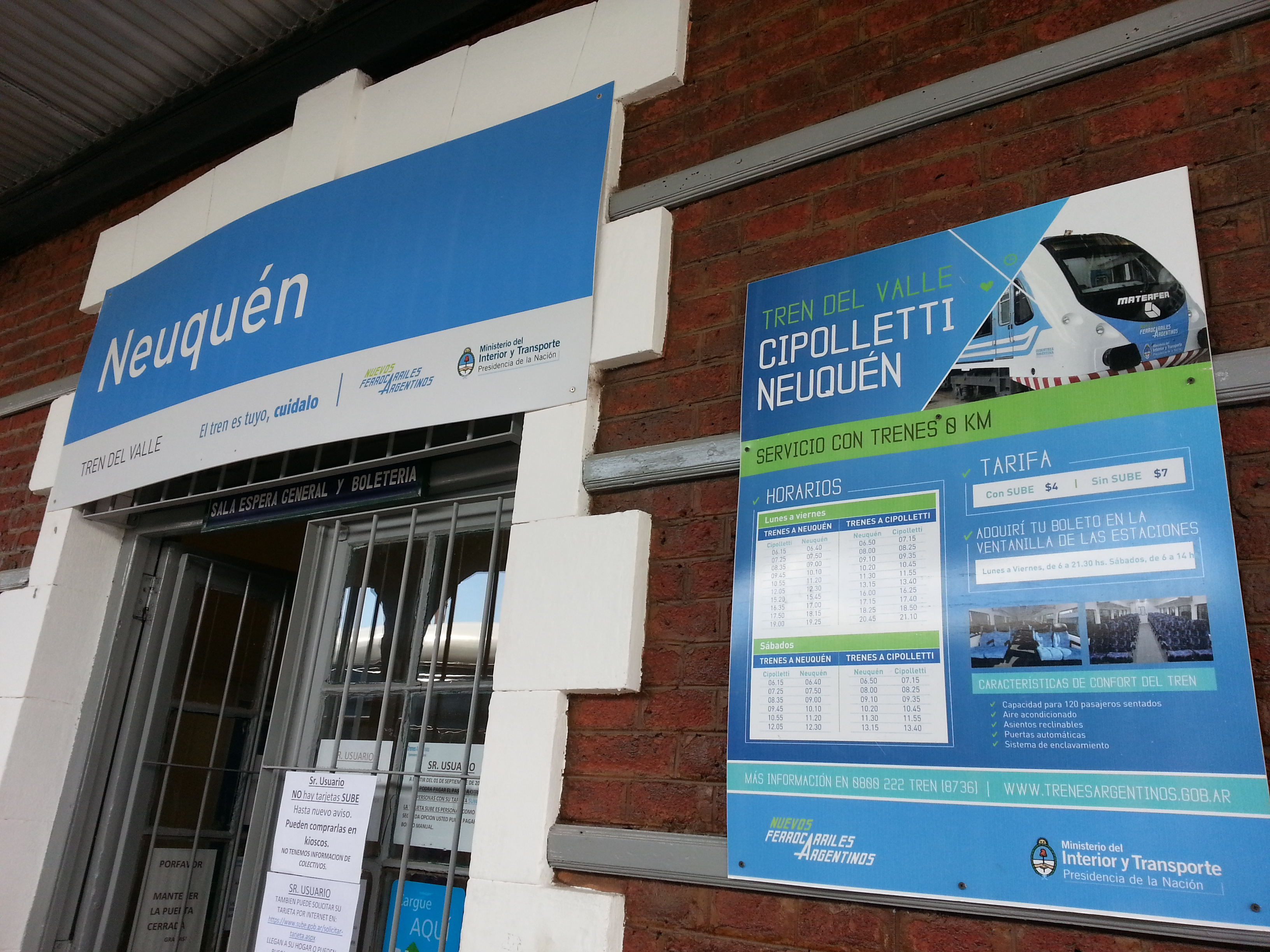
Boletería y anuncios del Tren del Valle (2016).
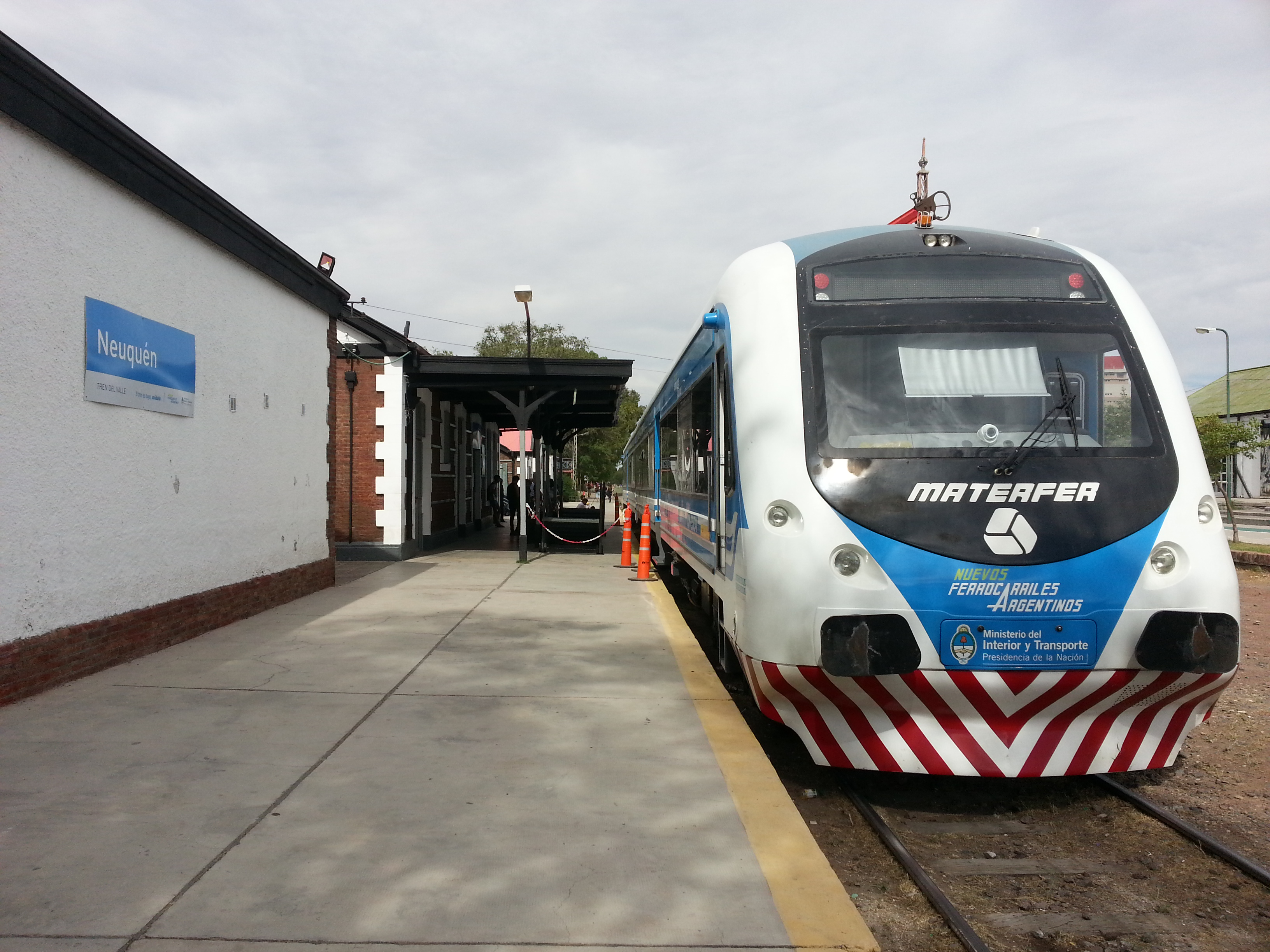
Vista de la estación (2016).
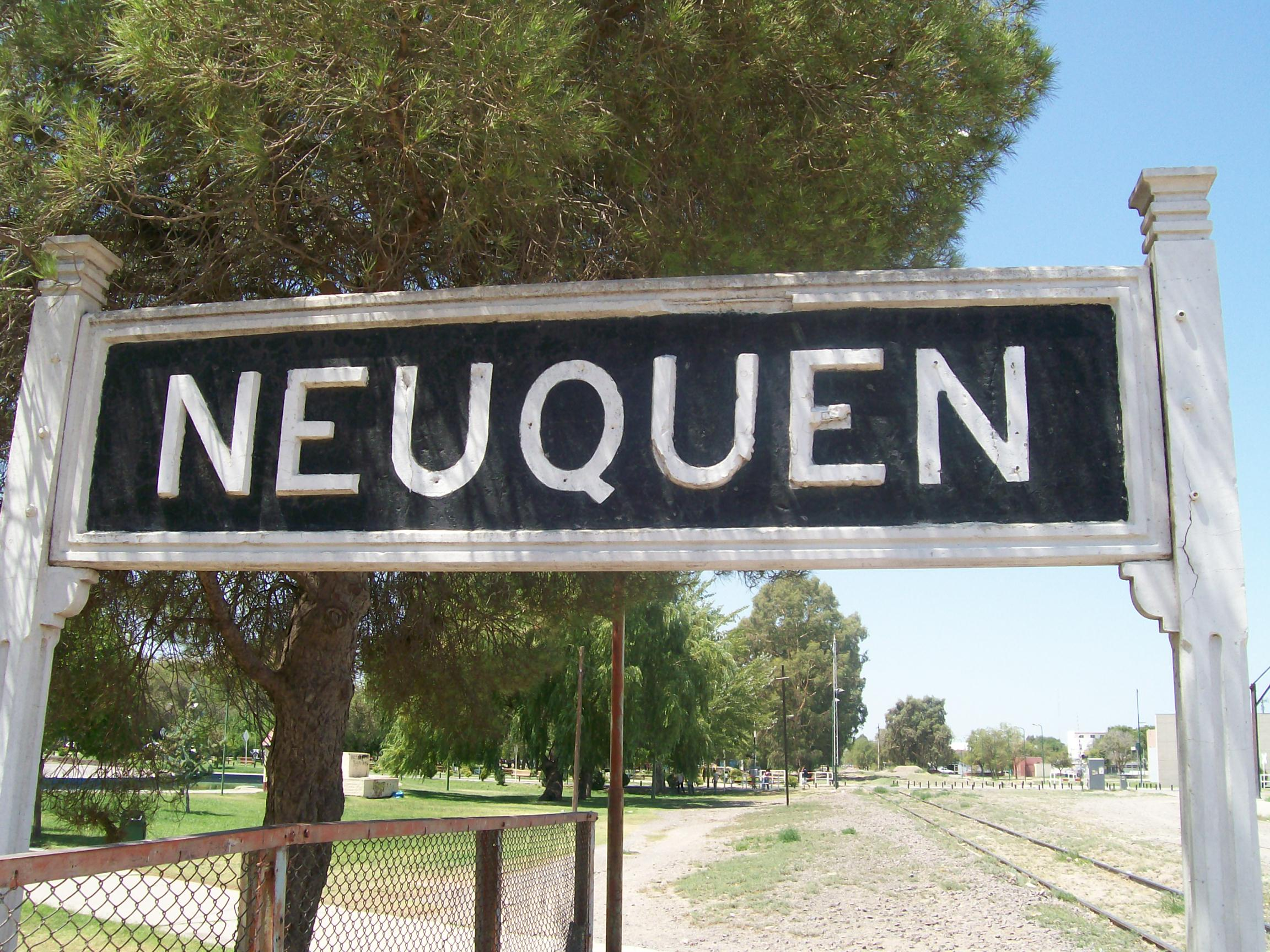
Cartel original instalado por el Ferrocarril del Sud
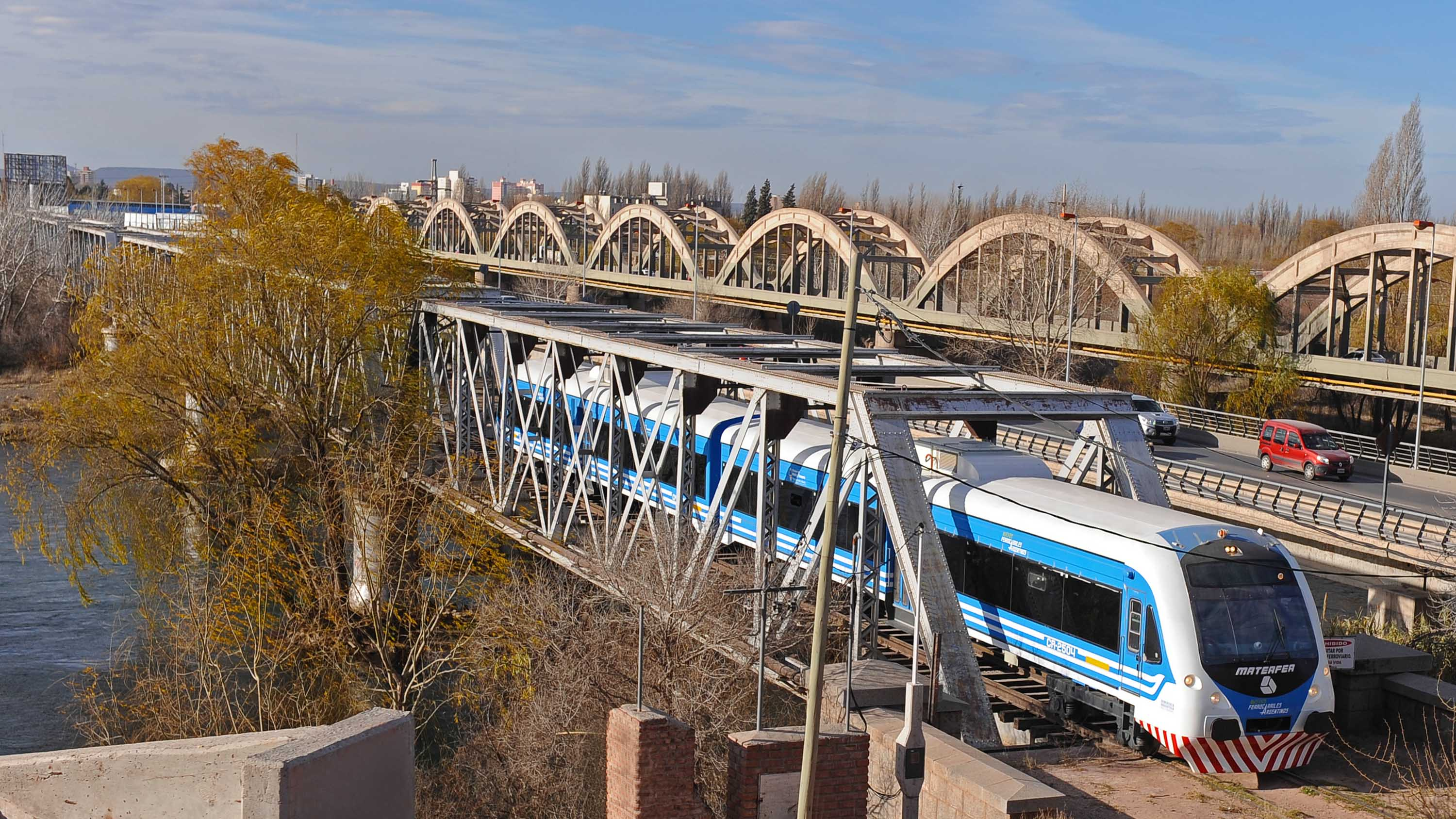
Tren del Valle cruzando el puente sobre el Río Neuquén (2015).
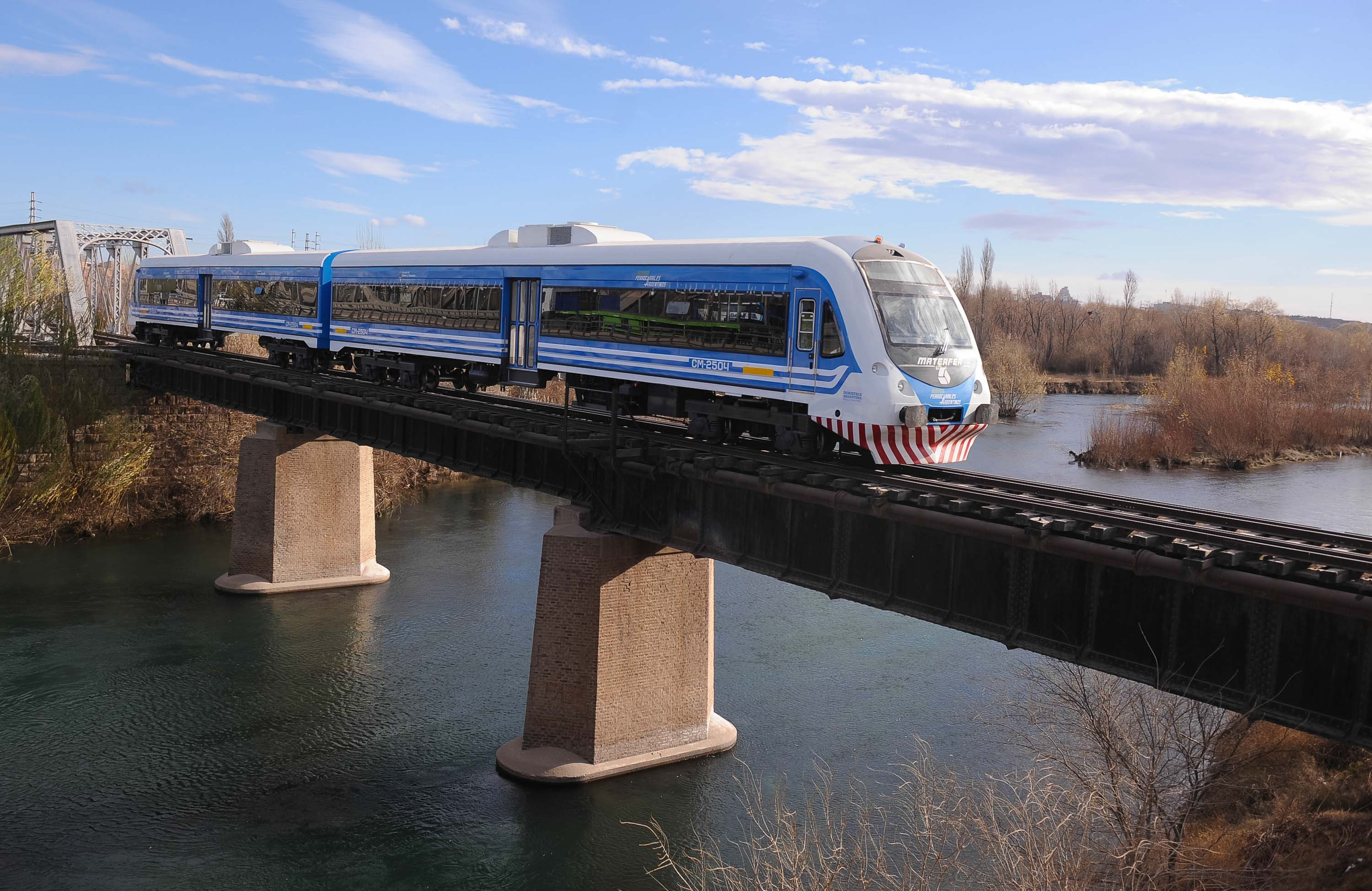
Tren del Valle cruzando el puente sobre el Río Neuquén (2015).
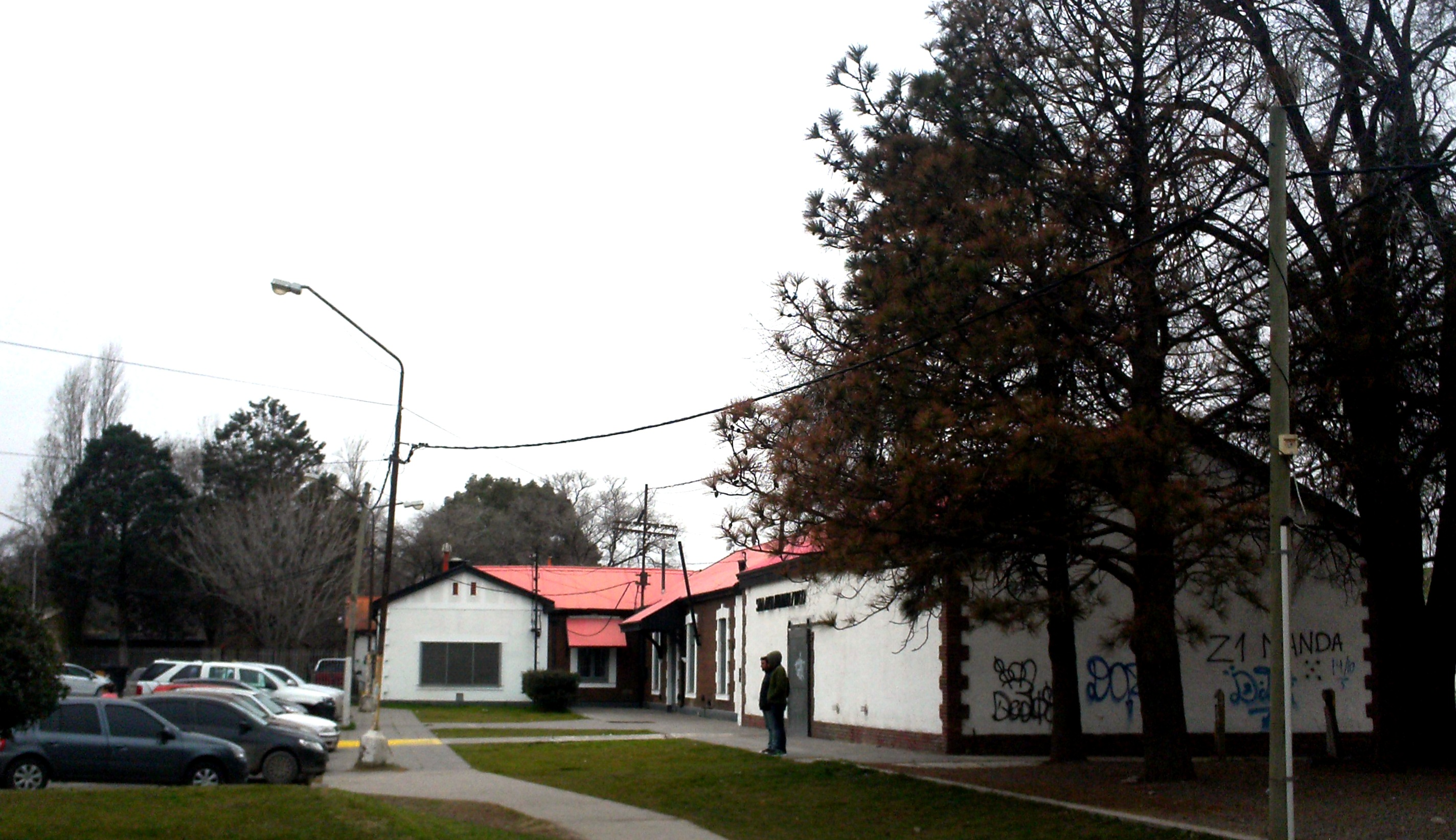
Vista frontal de la estación opuesta al andén.
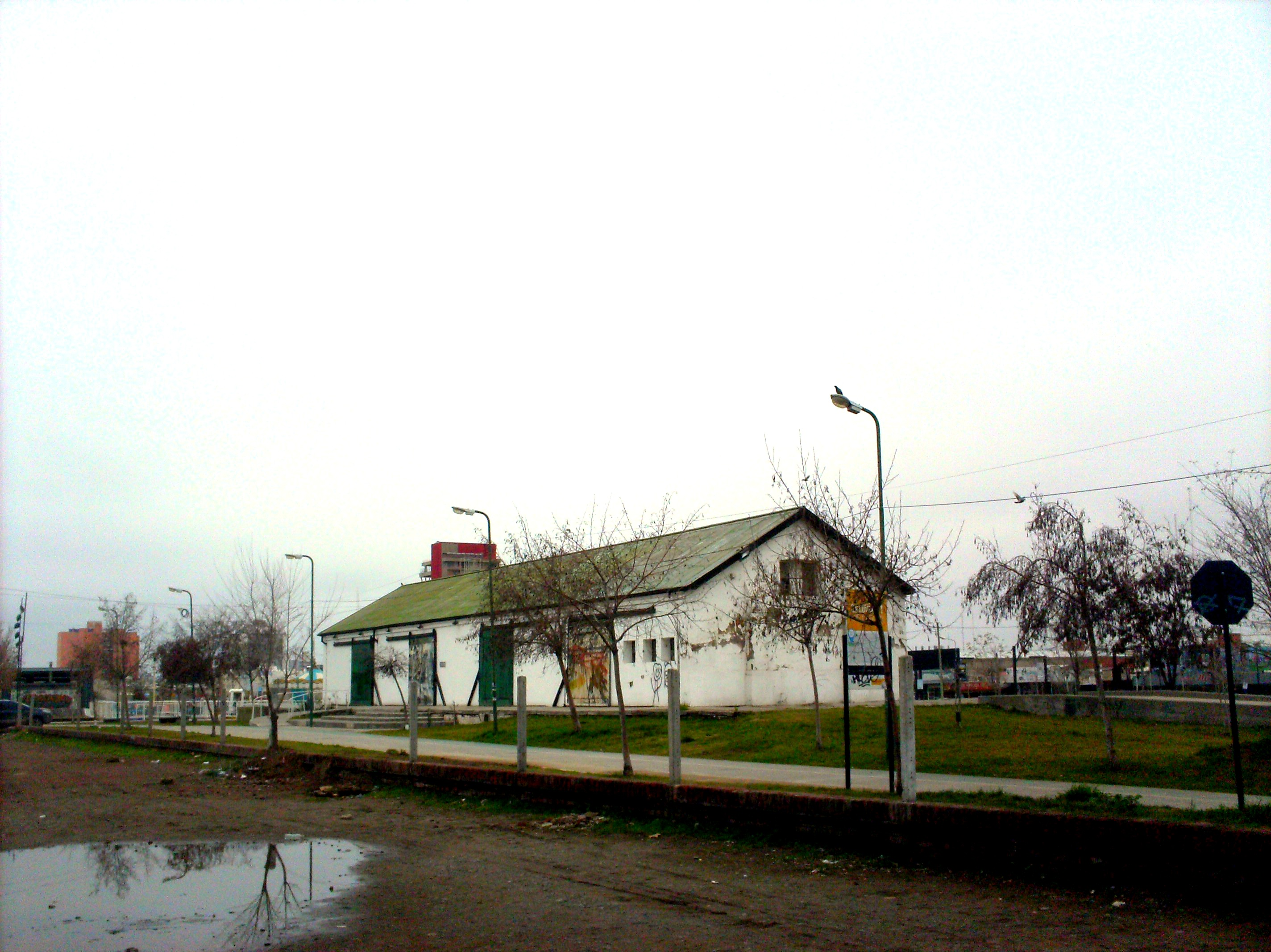
Galpones ferroviarios frente a la estación.
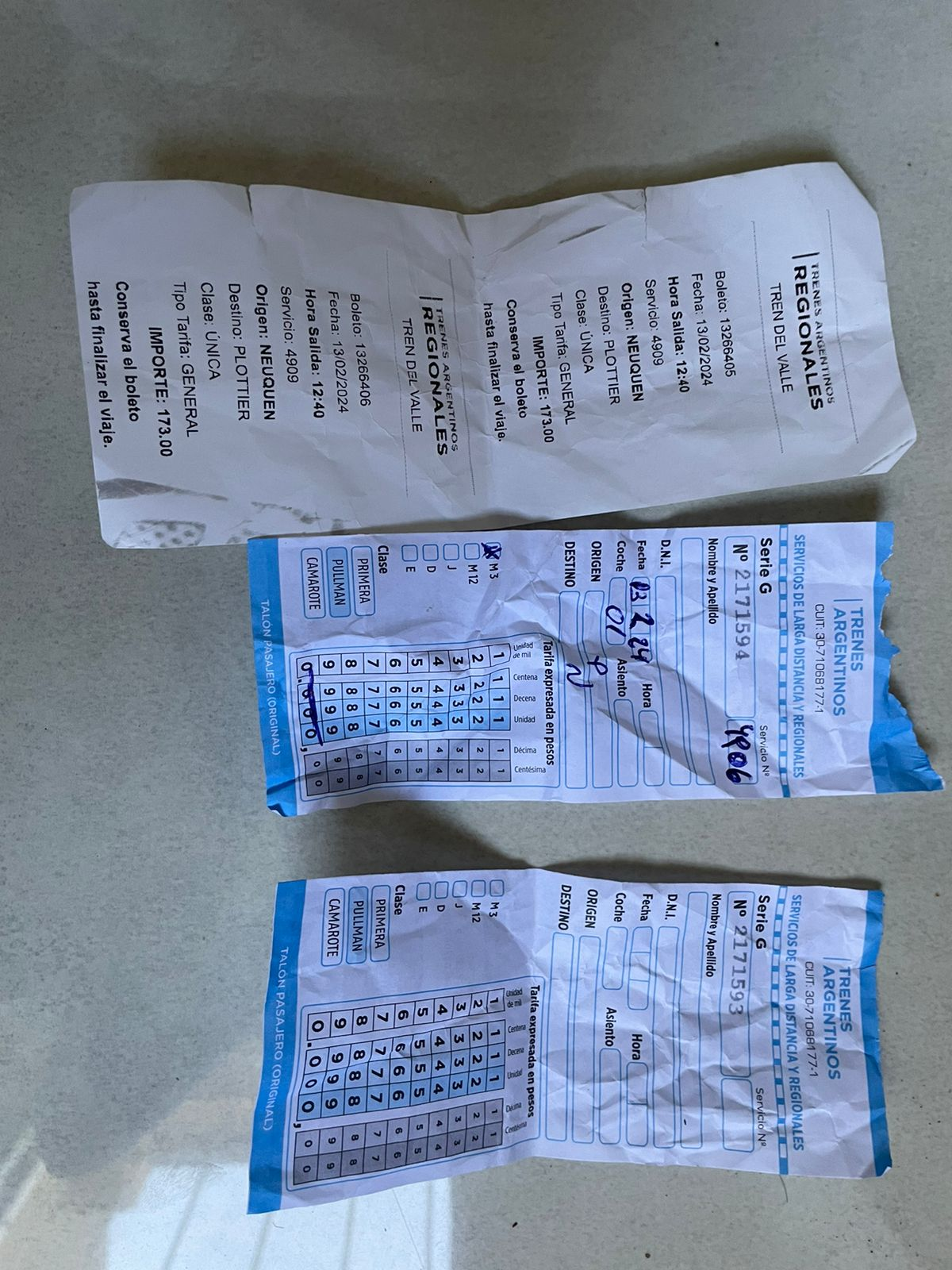
Boletos del Tren del Valle en 2 de las 3 tarifas posibles.